# Kukmák cizopasný
Kukmák cizopasný (Volvariella surrecta), též kukmák příživný, je nejedlá cizopasná houba rostoucí na čirůvkovitých houbách. Byl zařazen do Červeného seznamu ohrožených hub. Podle ekologie je uváděn jako jednoduše určitelná houba.

## Popis
Kukmák cizopasný je 70–120 mm vysoká cizopasná houba rozkládající čirůvkovité houby. Průměr klobouku, vejčitěho až plochého tvaru, se pohybuje mezi 20–100 mm. Třeň je vláknitý s laločnatou pochvou. Je vysoký 30–90 mm a široký 5–20 mm. Dužnina je bílá, nevýrazné vůně a chuti, která po doteku hnědne.

## Výskyt

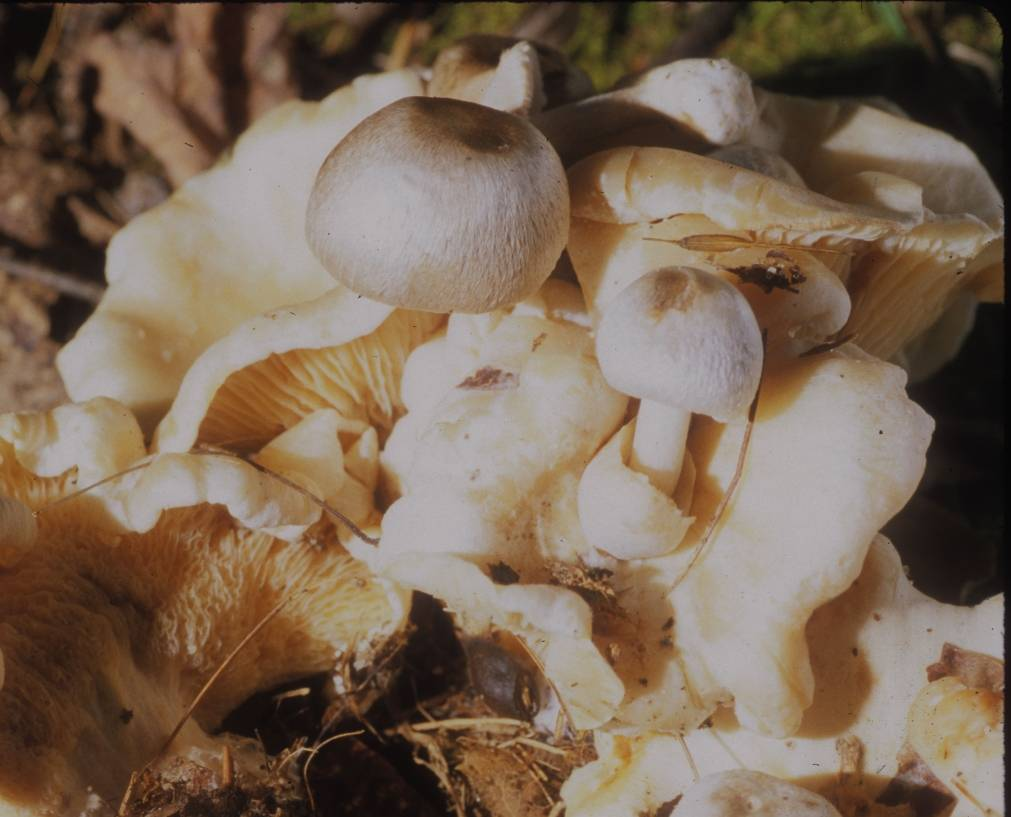
Kukmák cizopasný na strmělce

Kukmák příživný roste od srpna do listopadu. Vyskytuje se hojně na plodnicích strmělky mlženky (Clitocybe nebularis), případně na jiných čirůvkovitých houbách.

## Parazitizmus
Kukmák cizopasný je parazitoid čirůvkovitých hub. Vybírá si především velké strmělky, které mají velké klobouky, což prospívá jeho myceliu (podhoubí). Plodnici čirůvkovité houby odčerpává živiny, ta se následně začne deformovat a zastavovat růst a posléze odumírá.